# Kodori (vattendrag)
Kodori (georgiska: კოდორი; abchaziska: Кәыдры) är ett vattendrag i Georgien. Det ligger i regionen Abchazien, i den västra delen av landet, 300 km väster om huvudstaden Tbilisi. Kodori mynnar i Svarta havet.